# Lepiota bickhamensis
Lepiota bickhamensis är en svampart som beskrevs av P.D. Orton 1984. Lepiota bickhamensis ingår i släktet Lepiota och familjen Agaricaceae.   Inga underarter finns listade i Catalogue of Life.